# The Mayfield
The Mayfield ist ein Musikalbum der gleichnamigen Formation um Heiner Goebbels. Die im Januar 2022 im Studio für Elektroakustik La Muse en Circuit, Paris, entstandenen Aufnahmen erschienen im August 2024 auf Intakt Records.

## Hintergrund

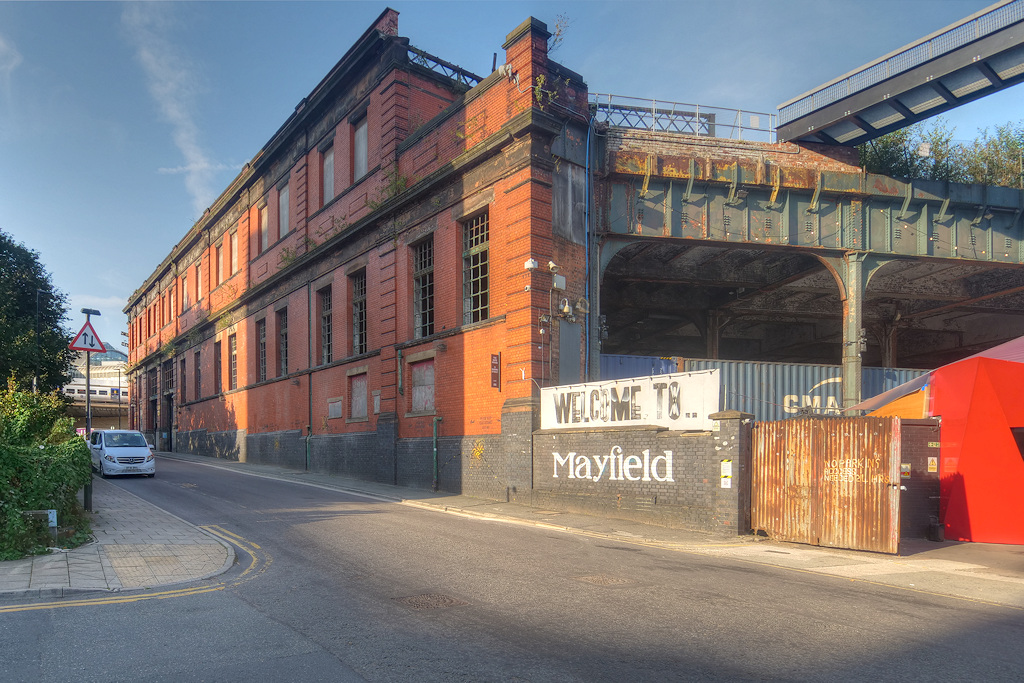
Die Mayfield Station in der Baring Street, Manchester

Zu den an diesem Projekt Beteiligten gehörten neben dem Sounddesigner Willi Bopp und Heiner Goebbels am präparierten Piano die Schlagzeugerin Camille Émaille, der Saxophonist Gianni Gebbia, Cécile Lartigau am Ondes Martenot und Nicolas Perrin an Gitarre und Elektronik zum Ensemble. Die Instrumentalisten von The Mayfield haben gemeinsam die Musik für die groß angelegte Aufführung „Everything that Happened and Would Happen“ von Heiner Goebbels geschaffen – ein Musiktheaterstück über Europa als historische und moderne „Baustelle“, das zuerst 2018 in Manchester, 2019 bei der Ruhrtriennale und 2024 bei den Salzburger Festspielen aufgeführt wurde. Außerdem trat The Mayfield 2020 beim Moers Festival auf. Die Band ist nach dem Mayfield Depot benannt, einem riesigen stillgelegten Bahnhof in Manchester, wo sie das Werk ausgearbeitet und geübt haben. Die Konzentration lag dabei auf ihrer Praxis kollaborativer Improvisationen.
Die Instrumentierung ist laut Peter Masureks Liner Notes „einer Koexistenz akustischer und elektronischer Quellen gewidmet, von der Perkussion als frühester und universeller Quelle musikalischen Ausdrucks über Vogelstimmen, Saxophone und präparierten Flügel bis hin zu Ondes Martenot, eines der ersten elektronischen Instrumente. Eine E-Gitarre mit digitalen Sensoren überbrückt diese unterschiedlichen Klanguniversen. Die Mayfield-Musik ergibt eine Klanglandschaft zwischen kontrolliertem Lärm und ‚Musique concrète instrumentale‘“. Die Aufnahme entstand in La Muse en Circuit – einem speziell für elektroakustische Musik konzipierten Pariser Aufnahmestudio, das Luc Ferrari 1982 gegründet hatte. Willi Bopp, der seit 35 Jahren eng mit Heiner Goebbels zusammenarbeitet, erstellte dann eine Collage dieser Sequenzen, die weiter zusammengeführt und zu der nahtlosen 16-Track-Auswahl auf dem Album sequenziert wurden.

## Titelliste
- Willi Bopp • Camille Émaille • Gianni Gebbia • Heiner Goebbels • Cécile Lartigau • Nicolas Perrin: The Mayfield (Intakt 426)[3]

1. The Mayfield 1-16 1:14:02

## Rezeption

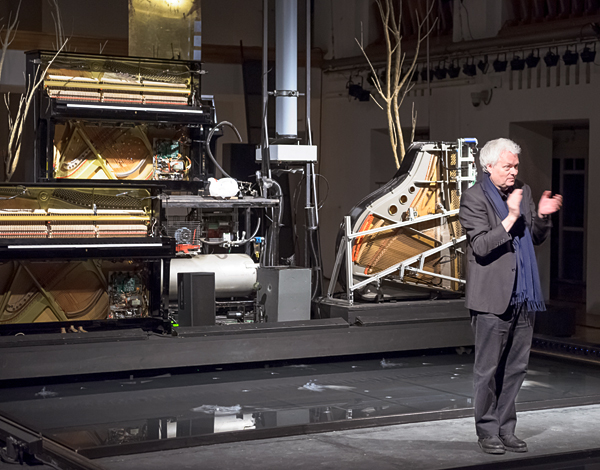
Heiner Goebbels bei einer Aufführung seines Stücks „Stifters Dinge“ 2013

Das Album würde aus einem einzigen langen Abschnitt bestehen, der 74 Minuten dauert, auch wenn das Werk in 15 Sequenzen unterteilt ist, die den Hörer auf eine Reise in eine musikalische Landschaft mitnehmen, die sehr experimentell anmute, schrieb Jan Granlie in Salt Peanuts. Ein Großteil der Musik basiere auf Perkussion, mit spannenden Elementen der anderen Instrumente, und besonders faszinierend sei das Klavierspiel, wo es mit kurzen und witzigen Einleitungen in das Geschehen „einbricht“. Die kontrolliert eingesetzte, kratzige Elektronik würde zusammen mit dem Schlagzeug eine interessante Kulisse schaffen, die die anderen Beteiligten dann weiterentwickelten.